# Sophie Erdmuthe zu Erbach-Erbach

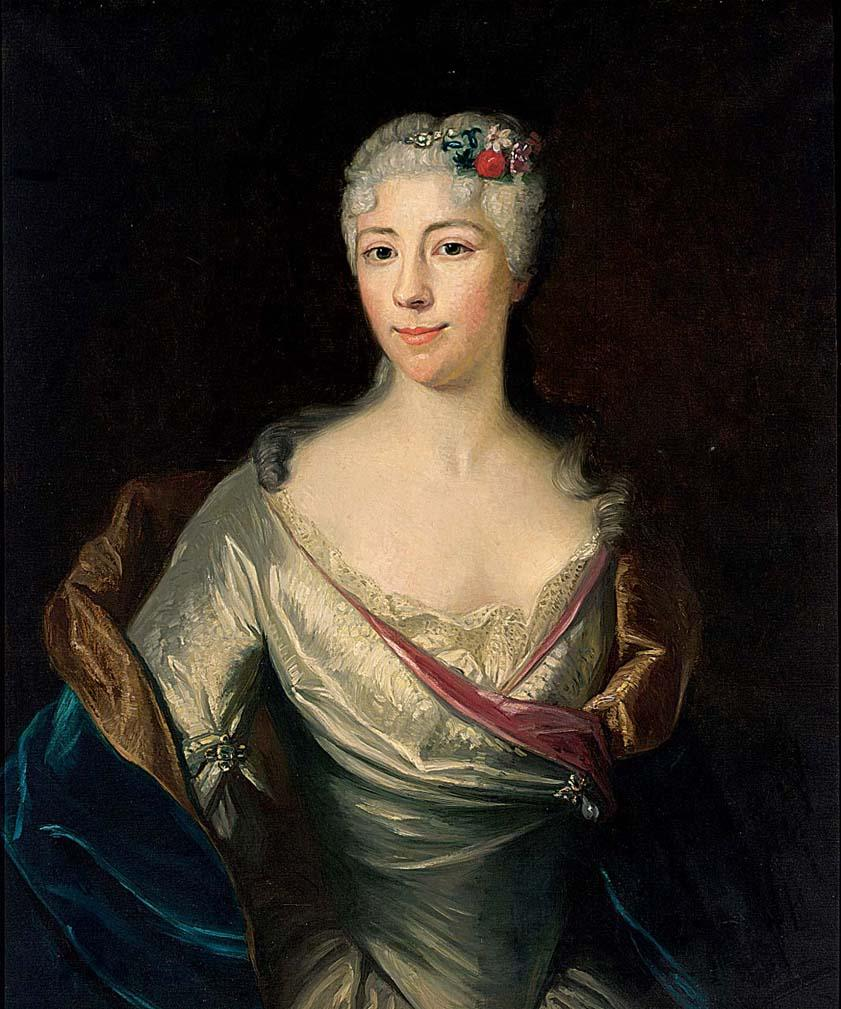
Sophie Erdmuthe zu Erbach-Erbach, unbekannter Maler, um 1750

Sophie Christine Charlotte Friederike Erdmuthe Gräfin zu Erbach-Erbach (* 28. Juli 1725 auf Schloss Reichenberg; † 7. September 1795 in Aschaffenburg) war geborene Gräfin zu Erbach-Erbach und durch Heirat Fürstin von Nassau-Saarbrücken.

## Leben

### Herkunft und Familie
Sophie Erdmuthe zu Erbach-Erbach wurde als Tochter des Grafen Georg Wilhelm von Erbach-Erbach (1686–1757) und dessen Gemahlin Sophie Charlotte von Bothmer (1697–1748) geboren, einer Tochter des Grafen Johann Caspar von Bothmer zu Lauenbrück.
Im Januar 1742 lernte sie anlässlich der Wahl des Kaisers Karl VII. in Frankfurt Wilhelm Heinrich II. von Nassau-Saarbrücken (* 6. März 1718; † 24. Juli 1768) kennen. Am 15. Februar 1742 wurde in Frankfurt der Ehevertrag geschlossen und am 28. Februar 1742 in Erbach die kirchliche Trauung vollzogen. 
Die Ehe brachte die Kinder 
- Sophie Auguste (1743–1747)
- Ludwig (1745–1794), Fürst von Nassau-Saarbrücken
- Friedrich August (1748–1750)
- Anna Karoline (1751–1824)

⚭ 1769 Herzog Friedrich Heinrich von Schleswig-Holstein-Sonderburg-Glücksburg
⚭ 1782 Herzog Friedrich Karl von Braunschweig-Bevern
- Wilhelmine Henriette (1752–1829)

⚭ 1783 Louis Armand de Seiglières, Marquis de Soyécourt-Feuquières (1722–1790)

### Wirken

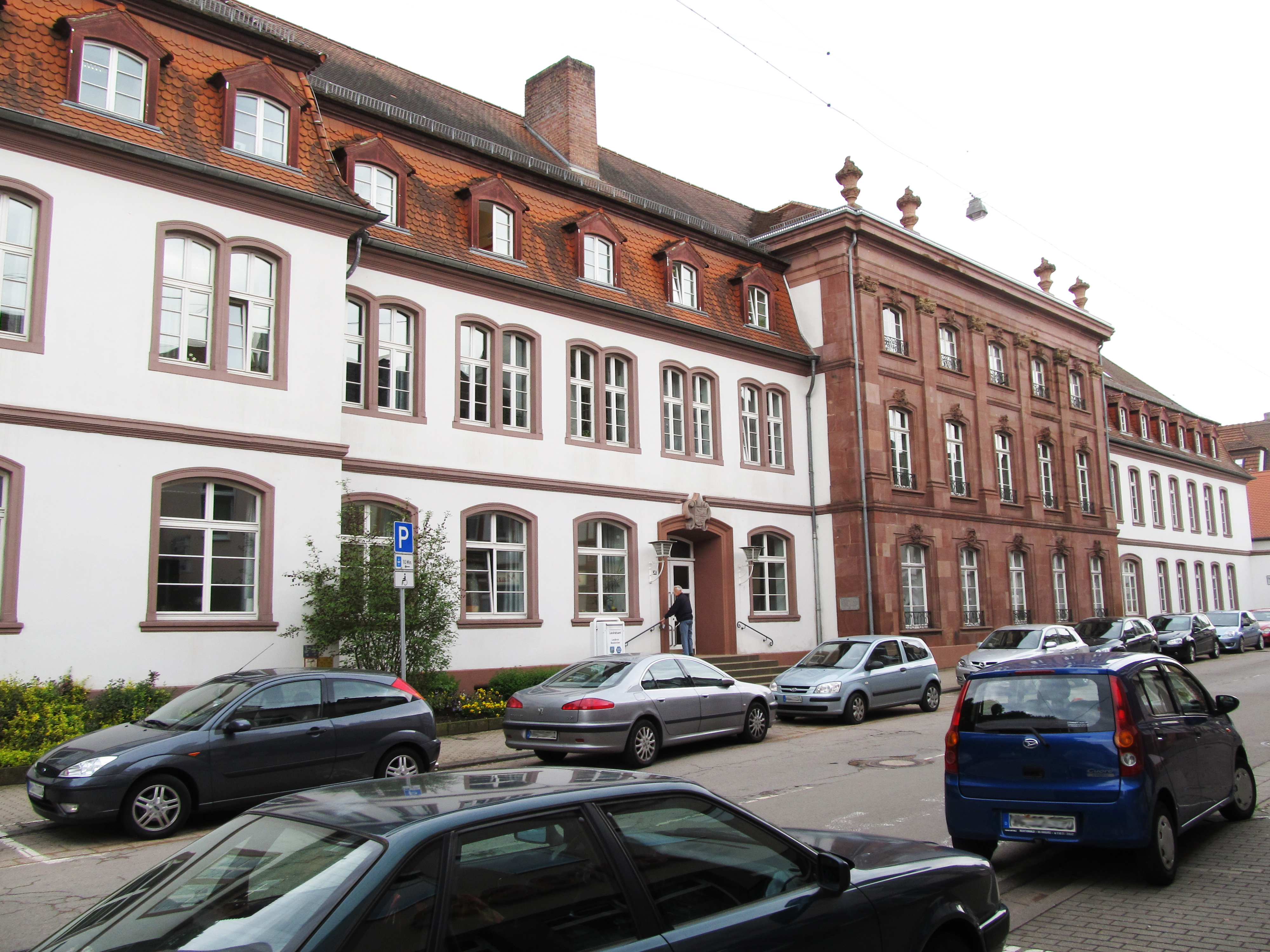
Zeitweiser Witwensitz der Fürstin in Ottweiler

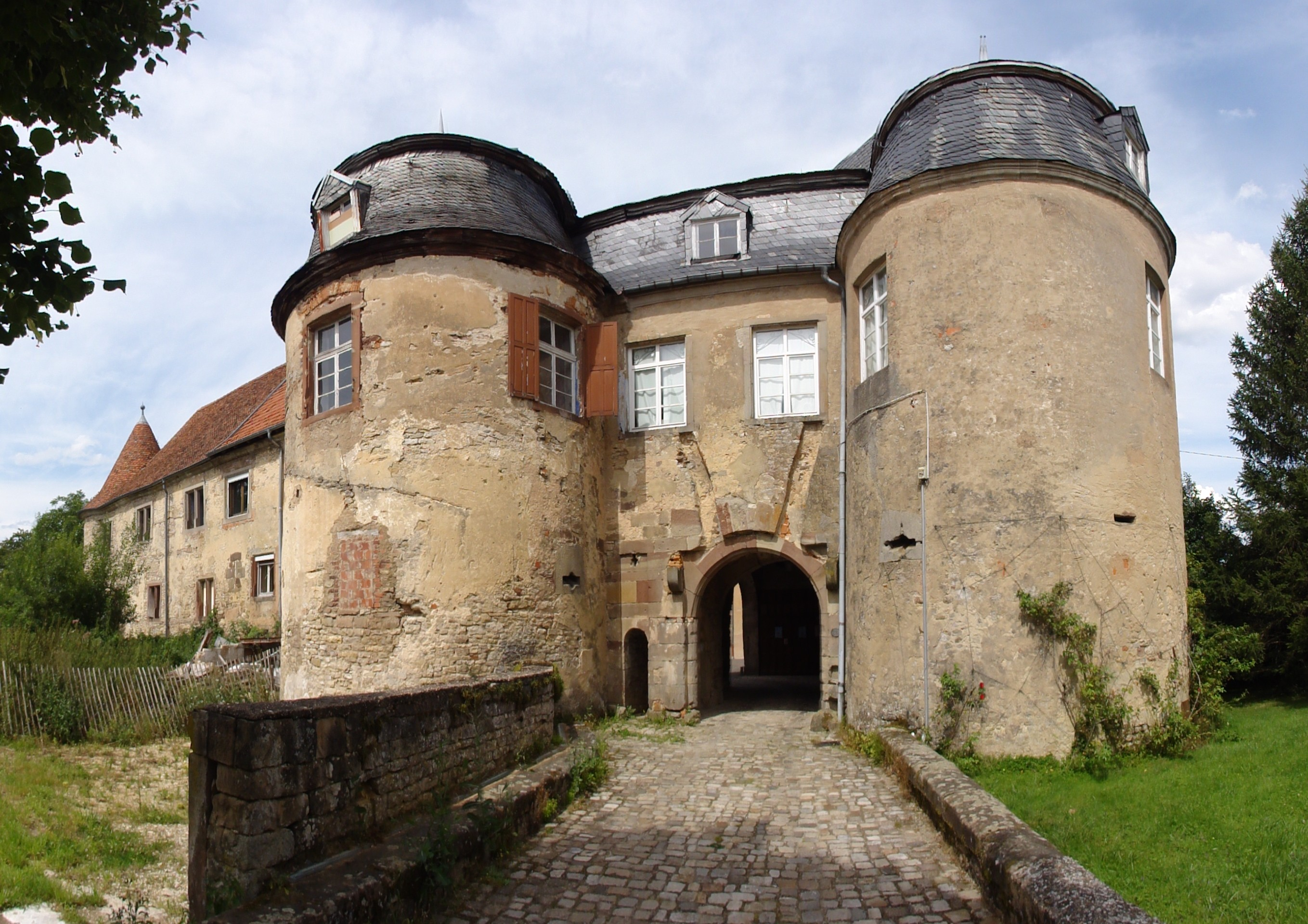
Schloss Lorenzen, zeitweiser Witwensitz der Fürstin

Sophie Erdmuthe kümmerte sich überwiegend allein um die Erziehung ihrer Kinder, denn ihr Mann war als französischer Offizier häufig unterwegs. Sie war musisch äußerst begabt und erhielt in Erbach eine Ausbildung in Musik, Sprachen und Literatur. Ihre Freundin, die Markgräfin Karoline Luise von Hessen-Darmstadt (1723–1783), verschaffte ihr Zugang zu den höchsten Pariser Kreisen.
1757 kam sie mit dem Pariser Schriftsteller und Theater- und Musikkritiker Friedrich Melchior Baron von Grimm in Kontakt. Dank seiner Verbindungen stand sie mit Philosophen und Schriftstellern wie Voltaire und Diderot in regem Gedankenaustausch. Diderots Komödie Le Père de famille enthält die Widmung „AN IHRE HEILIGE HOHEIT DIE PRINZESSIN VON NASSAU-SARREBRUCK“.
1750 verfasste sie das Liederbuch Zarte Liebe fesselt mich, das 2001 – von Wendelin Müller-Blattau musikalisch und musikgeschichtlich überarbeitet und von Ludwig Harig mit Nachdichtungen versehen – in Neuauflage erschien. 
Nach dem Tode ihres Mannes war sie als Vormünderin ihrer Kinder Regentin von Nassau-Saarbrücken und zog 1770 nach Schloss Ottweiler und dann später nach Schloss Lorentzen.
1779 konvertierte sie in der Abtei Conflans zum katholischen Glauben, wobei der Pariser Erzbischof anwesend war. 
1793 floh die Fürstin vor den heranrückenden französischen Revolutionstruppen zuerst nach Trarbach an der Mosel, dann nach Neuwied und schließlich nach Aschaffenburg, wo sie am 7. September 1795 verstarb.  